# PewDiePie vs T-Series
PewDiePie vs T-Series foi uma competição virtual entre dois grandes canais do YouTube, PewDiePie (dirigido por Felix Arvid Ulf Kjellberg) e a gravadora indiana T-Series (liderada por uma empresa cujo dono é Bhushan Kumar), para o título de "o canal com mais inscritos no YouTube". O T-Series é o canal mais visto do YouTube desde o início de 2017, e o PewDiePie tem sido o canal com mais inscritos desde 2013. O T-Series superou temporariamente o PewDiePie em várias ocasiões em 2019 e em 27 de março de 2019, eles se tornaram o primeiro canal do Youtube a ter mais de 100 milhões de seguidores (sem contar o próprio Youtube Music), encerrando "Pewdiepie vs T-Series". 

## Rivais

### PewDiePie
Felix Arvid Ulf Kjellberg, mais conhecido online como PewDiePie, é um YouTuber sueco que faz vídeos de comédia e comentários. Ele já foi conhecido por seus vídeos Let's Play. O canal de PewDiePie teve o maior número de inscritos de 2013 até 14 de abril de 2019.
Ele tem mais de 96 milhões de assinantes, 21,1 bilhões de visualizações e 3,8 mil de vídeos enviados em 31 de maio de 2019. Ele se refere à seus fãs como o "exército de 9 anos de idade". Mas depois de seu vídeo musical “Bitch Lasagna” e ”Congratulations”, que expõe o trabalho de T-Series, a disputa para os 100 milhões de inscritos se intensificou, com a vitória inesperada do canal de clips musicais.
No dia 24 de agosto de 2019, PewDiePie foi a segunda pessoa a alcançar 100 Milhões de inscritos no Youtube.

### T-Series
T-Series é uma gravadora indiana e produtora de filmes. No YouTube, ele tem uma rede multicanal com 29 canais, gerida por uma equipe de 13 pessoas. O canal principal do T-Series contém principalmente vídeos de música indiana (Bollywood e Indi-pop), bem como trailers de filmes de Bollywood, e envia vários vídeos todos os dias, e tem 13,3 mil vídeos em 13 de abril de 2019. O T-Series tornou-se o canal mais visto no YouTube em fevereiro de 2017, e com mais de 67,3 bilhões de visualizações em 13 de abril de 2019. A partir de 29 de maio de 2019, o canal principal do T-Series ultrapassou o número de 100 milhões de assinantes - é o primeiro no mundo a atingir essa marca - e é o segundo canal com mais inscritos no YouTube, após ser ultrapassado por MrBeast.